# Nik Mujanović
Nik Mujanović (Lubiana, 14 ottobre 2004) è un pallavolista sloveno, opposto del Paris.

## Carriera

### Club
La carriera di Nik Mujanović comincia nella stagione 2018-19 con il Kamnik, giocando nella seconda squadra: esordisce in prima squadra in 1. DOL nella stagione 2020-21, con cui conquista la Coppa di Slovenia 2020-21.
Nell'annata 2023-24, a campionato in corso, si trasferisce in Italia, ingaggiato dal Milano, in Superlega, mentre in quella successiva è al Paris, nella Ligue A francese.

### Nazionale
Nel 2019 viene convocato nella nazionale slovena under 17 mentre nel 2022 è sia nella selezione under 20 che in quella nazionale slovena under 21.
Nel 2022 ottiene le prime convocazioni nella nazionale maggiore con cui nel 2023 conquista la medaglia di bronzo sia al campionato europeo che alla Coppa del Mondo.

## Palmarès

### Club
- Coppa di Slovenia: 2

2020-21

### Nazionale (competizioni minori)
- Memorial Hubert Wagner 2023